# 朱慧谦
朱慧谦（1979年9月8日—），是一名中国足球守门员，目前效力于青岛海利丰。
朱慧谦成名较早，进入联赛不久即成为青岛海牛的主力门将，但是此后随着杨君的崛起，逐渐失去位置。2004年，他加盟上海申花，虽然在与虞伟亮的竞争中获得了一定机会，但是最终没能坐稳主力，随着2006年申花签入刘云飞，他也转投家乡的甲级队青岛海利丰，其后更担任球队的助理教练兼守门员教练。
2009年7月，在中甲联赛下半程竞争激烈、保级形势严峻的情况下，青岛海利丰决定让已经有两、三年没有打比赛的朱慧谦复出。